# Mennesker i et Hus
|  | Denne artikel er oprettet af botten PalnaBot ud fra en ekstern database. Den kan derfor have sproglige fejl eller mangler. Denne skabelon kan fjernes efter kontrol af indholdet. |

Mennesker i et Hus er en dokumentarfilm fra 1943 instrueret af Theodor Christensen efter eget manuskript.

## Handling
En kommunal film om 'forsørgelsesvæsenets' omfattende virksomhed. Tilskueren præsenteres for en udvalgt ejendoms beboere og giver os indblik i familiers og enkeltpersoners skæbner. Social-Demokraten (3/7 1943) præsenterer filmens handling som følger: "En forsømmelig Mor, der foregik sine egne Børn med et daarligt Eksempel, saa Børneværnet maatte gribe ind. En Gammel og en Syg, der fik henholdsvis en dejlig Aldersrentebolig og Ophold paa Københavns Plejehjem i Tilknytning til Nørre Hospital. Et Kig ind i de Gamles By, hvor man gik saa vidt at tage en Bisættelse med. En ung, drikfældig Fyr maatte ende paa Sundholm. Og det lignede absolut ikke Straf. Regelmæssig Mad, Renlighed og Arbejde i Stedet for et nedbrydende Liv. Man følger Familien, der ikke kan skrabe Huslejen sammen og sættes paa Gaden. Heldigvis kan de alle faa Tag over Hovedet. Meget aktuelt i Øjeblikket ser man en Mor, der er alene med to yndige Børn. En Tid frister de Skæbnen i den trange Gaard, men kommer saa paa Vuggestue og Fritidshjem. Det er bedre".